# Коновальця (зупинний пункт)
Конова́льця — пасажирський залізничний зупинний пункт Львівської дирекції Львівської залізниці.
Розташований у місцевості Францівка поблизу Львівського заводу залізобетонних виробів № 1 у Франківському районі міста Львів, Львівської області на лінії Львів — Ходорів між станціями Львів (4 км) та Персенківка (3 км).
Станом на травень 2019 року щодня чотири пари дизель-потягів прямують за напрямком Львів — Ходорів.